# Принц Бразильский
Принц Бразильский (порт. Príncipe do Brasil) — титул наследного принца Португальского королевства с 1645 по 1815 год. Употреблялся вместе с титулом герцога Браганса.
Титул происходит от наместничества Бразилия, колонии Португальской империи в Южной Америке.
Титул был оставлен и изменен на «королевский принц» после повышения Бразилии из статуса колонии в ранг королевства (Соединенное королевство Португалии, Бразилии и Алгарве).
В 1822 году Бразильское королевство вышло из состава Португалии и стало независимой Бразильской империей. Наследники бразильской империи стали именоваться императорскими принцами Бразилии и императорскими принцессами Бразилии со стилем  «Императорское Высочество» . Другие члены бразильской императорской семьи были известны под титулом принц или принцесса со стилем  «Высочество». Титул принца Бразильского существовал в качестве титула португальского престолонаследника в то время, когда Бразилия еще была колонией Португалии, поэтому его не стоит путать с более поздними титулами бразильских принцев и принцесс, существовавшими в период Бразильской империи.

## История
До правления Жуана IV наследник португальского престола пользовался титулом принца Португалии. Новый португальский монарх Жуан IV (1640—1656) стремился придать своему наследнику более престижный дворянский титул принца Бразилии, наряду с предоставлением наследнику португальского трона герцога Браганса. Титул был создан королем Жуаном IV 27 октября 1645 года для своего старшего сына и наследника Теодосио (1634—1653), чтобы заменить титул принца Португалии. Старший сын и наследник принца Бразильского получил титулы принца Бейры и герцога Барселуша.
В 1815 году, когда Бразилия получила статус королевства в пределах Соединенного королевства Португалии, Бразилии и Алгарве, титул принца Бразильского был заменен на титул королевского принца Соединённого королевства Португалии, Бразилии и Алгарве. В 1822 году после выхода Бразилии из состава Португальского королевства и создания независимой империи, титул наследника португальского трона был изменен на королевский принц Португалии и Алгарве.

## Список принцев Бразильских
| Имя      | Годы жизни                         | Годы титулатуры                    | Примечания                                     | Родители                                   | Портрет | Наследник          |
| -------- | ---------------------------------- | ---------------------------------- | ---------------------------------------------- | ------------------------------------------ | ------- | ------------------ |
| Теодозио | 8 февраля 1634 — 13 мая 1653       | 27 октября 1645 — 13 мая 1653      | Преждевременная смерть                         | Жуан IV Луиза де Гусман                    |         | Жуан IV            |
| Афонсу   | 21 августа 1643 — 12 сентября 1683 | 13 мая 1653 — 6 ноября 1656        | Позднее: король Португалии и Алгарве Афонсу VI | Жуан IV Луиза де Гусман                    |         | Жуан IV            |
| Жуан     | 30 августа 1688 — 17 сентября 1688 | 30 августа 1688 — 17 сентября 1688 | Преждевременная смерть                         | Педру II Спокойный Мария София Нейбургская |         | Педру II Спокойный |
| Жуан     | 22 октября 1689 — 31 июля 1750     | 22 октября 1689 — 9 декабря 1706   | Позднее: король Португалии и Алгарве Жуан V    | Педру II Спокойный Мария София Нейбургская |         | Педру II Спокойный |
| Педру    | 19 октября 1712 — 29 октября 1714  | 19 октября 1712 — 29 октября 1714  | Преждевременная смерть                         | Жуан V Мария Анна Австрийская              |         | Жуан V             |
| Жозе     | 6 июня 1714 — 24 февраля 1777      | 6 июня 1714 — 31 июля 1750         | Позднее: король Португалии и Алгарве Жозе I    | Жуан V Мария Анна Австрийская              |         | Жуан V             |
| Мария    | 17 декабря 1734 — 20 марта 1816    | 31 июля 1750 — 24 февраля 1777     | Позднее: Королева Португалии и Алгарве Мария I | Жозе I Марианна Виктория Испанская         |         | Жозе I             |
| Жозе     | 20 августа 1761 — 11 сентября 1788 | 24 февраля 1777 — 11 сентября 1788 | Преждевременная смерть                         | Мария I Педру III                          |         | Мария I            |
| Жуан     | 13 мая 1767 — 10 марта 1826        | 11 сентября 1788 — 16 декабря 1815 | Титул изменен                                  | Мария I Педру III                          |         | Мария I            |